# قطعنامه ۹۶۴ شورای امنیت
قطعنامه  ۹۶۴ شورای امنیت سازمان ملل متحد که در تاریخ ۲۹ نوامبر ۱۹۹۴ تصویب شد، سندی بین‌المللی دربارهٔ هائیتی است. این قطعنامه طی نشست ۳۴۷۰ام با ۱۳ رای موافق، ۰ مخالف و ۲ ممتنع تصویب شد.